# Călugărița Războinică
Warrior Nun este o serie de televiziune americană de drama fictivă creată de Simon Barry pe baza personajului de benzi desenate Warrior Nun Areala⁠(d) de Ben Dunn .
Dezvoltată inițial ca adaptare la un lung metraj, ideea a fost reimaginată ca o serie de televiziune pentru Netflix, când serviciul a dat producției o comandă de serie pentru un prim sezon. Filmările au loc în mai multe locații din Andaluzia, Spania, cum ar fi Antequera⁠(d),  unde a fost filmat sediul Ordinului fictiv al Sabiei Cruciforme.
Serialul este povestit și condus de actrița portugheză Alba Baptista⁠(d) în rolul Avei Silva, o orfană tetraplegică care descoperă că are acum puteri supranaturale care o obligă să se alăture unui ordin antic de călugărițe războinice. Seria marchează debutul în limba engleză al lui Baptista. Distribuția mai prezintă pe Toya Turner, Thekla Reuten, Lorena Andrea, Kristina Tonteri-Young și Tristan Ulloa .
Seria a debutat pe 2 iulie 2020, pe Netflix, cu recenzii în general pozitive. În august 2020, seria a fost reînnoită pentru un al doilea sezon. 

## Premisă
Warrior Nun se învârte în jurul poveștii unei fete de 19 ani care se trezește într-o morgă cu o nouă viață și un artefact divin înglobat în spatele ei. Descoperă că face parte acum din vechea Ordine a Sabiei Cruciforme, care a fost însărcinată să lupte cu demoni pe Pământ, iar forțe puternice care reprezintă atât cerul, cât și iadul vor să o găsească și să o controleze. 

## Distribuție și personaje
- Alba Baptista ca Ava Silva
- Toya Turner în rolul Sister Mary / Shotgun Mary
- Thekla Reuten în rolul lui Jillian Salvius
- Lorena Andrea în rolul sorei Lilith
- Kristina Tonteri-Young în rolul surorii Beatrice
- Tristan Ulloa în rolul părintelui Vincent
- Olivia Delcán în rolul sorei Camila

### Recurent
- Joaquim de Almeida în rolul cardinalului Francisco Duretti [4]
- Peter de Jersey în rolul lui Kristian Schaefer
- Lope Haydn Evans în rolul lui Michael Salvius
- Sylvia De Fanti ca Mama Superion
- Emilio Sakraya în rolul JC
- Mai Simón Lifschitz în rolul Chanel
- Dimitri Abold în rolul lui Randall
- Charlotte Vega în rolul lui Zori
- Guiomar Alonso ca Areala de Cordoue
- William Miller în rolul lui Adriel

### Figuranți
- Melina Matthews în rolul sorei Shannon Masters
- Frances Tomelty în rolul sorei Frances
- Fred Pritchard în rolul lui Diego
- Alberto Ruano în rolul lui Mateo
- Sinead MacInnes în rolul sorei Crimson

## Producție

### Dezvoltare
Pe 28 septembrie 2018, s-a anunțat că Netflix a dat producției o comandă de serie pentru un prim sezon format din zece episoade.  Simon Barry era pregătit să servească ca showrunner pentru serial. Barry este, de asemenea, creditat ca producător executiv alături de Stephen Hegyes, iar Terri Hughes Burton este co-producător executiv al seriei.  Companiile de producție implicate în serie sunt Barry's Reality Distortion Field și Fresco Film Services.   Seria a avut premiera pe 2 iulie 2020.  Pe 19 august 2020, Netflix a reînnoit seria pentru un al doilea sezon. 

### Turnare
La un moment dat după anunțul comenzii seriei, s-a confirmat că Alba Baptista, Toya Turner, Tristan Ulloa, Thekla Reuten, Kristina Tonteri-Young, Lorena Andrea și Emilio Sakraya vor juca în serie.  La 1 aprilie 2019, s-a anunțat că Sylvia De Fanti s-a alăturat distribuției ca o serie obișnuită. 

### Filmare
Filmările pentru primul sezon au avut loc în Andaluzia ( Spania ), în orașul Antequera⁠(d) (unde se află sediul Ordinului Sabiei Cruciforme) Marbella, Ronda, Málaga și Sevilla, în perioada 11 martie 2019 - iulie 5, 2019. Defileul El Tajo a fost prezentat într-una dintre scene. 

## Lansare
Pe 17 iunie 2020, Netflix a lansat trailerul oficial al seriei,  iar primul sezon a fost lansat pe 2 iulie 2020. 

## Recepție
Pe Rotten Tomatoes, seria are un rating de aprobare de 70% pe baza a 33 de recenzii, cu un rating mediu de 6,5 / 10. Consensul criticilor site-ului spune: „Deși set-up-ul Călugărița Războinică greu cantareste in jos, coregrafia excelentă de luptă pot fi suficiente pentru cei care caută mai multă pulpă cu amvonul.“  Pe Metacritic, are un scor mediu ponderat de 62 din 100, pe baza recenziilor de la 7 critici, indicând „recenzii în general favorabile”. 
Roxana Hadadi de la The AV Club a scris: „Scenariul se poate baza uneori prea mult pe expoziția mitologică și religioasă ... dar actorii au o chimie atât de bună încât diferitele lor perechi funcționează, iar scenele de luptă coregrafate inteligent sunt bine amplasate”. Hadadi a spus că „Warrior Nun este, fără îndoială, familiară”, influențată de Veronica Mars, Buffy the Vampire Slayer și Devs de Alex Garland, dar că atunci când spectacolul dă clic, devine „propria sa experiență distinctă, mai degrabă decât un simplu facsimil derivat al celor inspirații ". Ea a lăudat spectacolele, în special Toya Turner în rolul Shotgun Mary și dă spectacolului nota B-.  Nicole Drum de la ComicBook.com a dat recenzia 3 din 5 și a scris: „Călugărița Războinică este o călătorie cu adevărat sălbatică, care reușește să pună niște întrebări dure, îmbrățișând în același timp prostia, acțiunea și absurditatea absolută a tuturor. Este posibil ca spectacolul să nu fie ceașca de ceai a tuturor, dar este o plimbare drăguță. " 
În timp ce majoritatea criticilor au lăudat coregrafia seriei, unii au avut probleme cu ritmul complotului și expunerea extinsă a complotului. Robyn Bahr, din Reporterul De La Hollywood note, " tematic, Călugărița Războinică este nimic ce nu ați mai văzut înainte, și estetic, nimic nu vrei să vezi din nou... Sumbru, dur și tragic, seria nu conține nici unul dintre kitsch, distracție blasfematoare a titlului său." Criticul Steve Murray notează că Călugăriță Războinică are "atât potențial, cât și probleme în egală măsură"; presupunând că seria încearcă să recreeze senzația de Buffy vânătoarea de vampiri dar cu un dialog mai puțin spiritual și creativi. Recenzorul Danielle Broadway din BlackGirlNerds afirmă că, deși programul are intenții bune, Călugăriță Războinică "nu reușește să se ridice la nivelul așteptărilor". Broadway spune că elementele unei serii bune sunt acolo ,dar"dacă complotul, ritmul și dezvoltarea personajelor (nu se îmbunătățesc), nu va exista Înviere pentru sezonul 2".